# Викторовка (Тернопольская область)
Викторовка (укр. Вікторівка) — село в Козовской поселковой общине Тернопольского района Тернопольской области Украины.
До 2020 года входило в Козовский район.
Код КОАТУУ — 6123081501. Население по переписи 2001 года составляло 573 человека.

## Географическое положение
Село Викторовка находится на одном из истоков реки Студенка,
на расстоянии в 1,5 км от посёлка Козова.
Рядом проходят автомобильная дорога М-12 (E 50) и
железная дорога, станция Козова в 2,5 км.

## Объекты социальной сферы
- Школа I ст.